# Can Soler (Garriguella)
Can Soler és un edifici del municipi de Garriguella (Alt Empordà) inclosa en l'Inventari del Patrimoni Arquitectònic de Catalunya. Està situat dins del nucli urbà de la població de Garriguella, al veïnat de Garriguella Vella o Garriguella de Baix. L'edifici forma cantonada entre la plaça de Baix i el carrer Principal. És una casa bastida vers l'inci del segle xix com ho testimonia la data 1801 que es pot apreciar en una llinda.

## Descripció
És un edifici de planta rectangular format per dues crugies, amb la façana orientada a la plaça. Destaca un altre cos situat a la part posterior i un tercer cos disposat en paral·lel a les dues principals, davant del carrer Figueres, i comunicat amb l'edifici principal mitjançant una passarel·la coberta, que travessa el carrer Principal. L'edifici principal presenta la coberta a quatre vessants de teula i està distribuït en planta baixa i dos pisos. La façana principal presenta, a la planta baixa, un gran portal d'entrada d'arc rebaixat, emmarcat per carreus de pedra ben tallats. Al costat hi ha una finestra geminada rectangular, amb columneta central de separació i llinda plana.
Al primer pis hi ha dos finestrals rectangulars, amb els emmarcaments de pedra i les llindes decorades amb volutes i motius vegetals. Tenen sortida a un balcó corregut sostingut per dues mènsules treballades, amb barana de ferro i llosana motllurada. Al lateral dret, una finestra ovalada amb el mateix tipus d'emmarcament descentra la simetria de la façana. En el segon pis s'obre una àmplia finestra d'arc rebaixat bastida amb maons, amb dues grans columnes helicoidals que divideixen la finestra en tres obertures. La central presenta un ampit de pedra treballat. El cos adossat al costat nord presenta dos gran portals d'arc rebaixat bastits amb maons, i al pis, una gran terrassa amb sortida des de la crugia posterior.
La façana orientada al carrer Principal presenta un altre portal d'accés a l'interior, d'arc rebaixat i bastit amb dovelles de pedra escairades. Al primer pis, tres balcons exempts emmarcats amb pissarra i amb la llinda plana. El central presenta la data del 1801. Al segon pis, quatre finestres balconeres sense pedra, però amb barana de ferro. Des del primer pis s'accedeix a la passarel·la que comunica la casa amb el cos situat al costat sud. Presenta la coberta rebaixada, amb el parament arrebossat i pintat amb tres petites obertures, i sostinguda per dos llargs revoltons de maons. A la cantonada amb l'edifici principal presenta unes volutes decoratives de maons. El cos sud presenta, al carrer Figueres, un gran portal d'arc rebaixat bastit amb maons i, al carrer lateral, un de mig punt bastit amb pedra. Al pis hi ha una gran terrassa amb barana de maons. Tota la construcció es troba arrebossada i pintada de color rosat, excepte la crugia nord, amb el parament de pedra vist.